# Юбилейная площадь (станция метро)
«Юбиле́йная пло́щадь» (бел. Юбілейная плошча) — конечная станция Зеленолужской линии Минского метрополитена. Является пересадочной на станцию «Фрунзенская» Автозаводской линии. Расположена на Юбилейной площади, на пересечении Сухой и Кальварийской улицы. Станция была открыта для пассажиров 7 ноября 2020 года. Самая глубокая станция Минского метрополитена (глубина заложения — 20 метров) «Юбилейная площадь», как и все остальные станции Зеленолужской линии, оборудована платформенными раздвижными дверьми. То же касается и перспективных станций.

## Строительство
Строительство станции началось в конце 2014 года. По состоянию на апрель 2017 года при строительстве станции было извлечено 2/3 части необходимого грунта. На февраль 2019 года строительство «Юбилейной площади» находилось в начальной стадии. В мае 2019 года строительство станции только началось. По состоянию на ноябрь 2019 года станция была готова на 50 %. В начале мая 2020 года основные строительные работы были завершены, за исключением пересадочных тоннелей на станцию «Фрунзенская». Готовность отделки — примерно 60 %.
Открытие станции метро было запланировано на 9 сентября 2020 года, но в итоге перенесено на ноябрь. 6 ноября станция была торжественно открыта с участием Александра Лукашенко. 7 ноября станция метро была открыта для пассажиров.

## Название
Название станции сохраняет местный топоним — Юбилейная площадь. Площадь в старом Минске (в 1826 году) так назвали в честь важной даты: юбилея, 1500-летия, первого Вселенского собора, на котором утвердили символы христианской веры.

## Конструкция
«Юбилейная площадь» — станция глубокого заложения, оснащённая по краям платформы прозрачными стеклянными автоматическими платформенными дверьми для предотвращения падения пассажиров на пути. Станция является самой глубокой в Минском метрополитене — её глубина составляет 20 метров как перепад высот по вертикали от поверхности земли до головки рельса и как 32 метра от поверхности земли до нижней точки «стены в грунте», то есть до самой глубокой точки в конструкциях станции (но это не считается глубиной заложения станции).
Эскалатор, поставленный из Солигорска, имеет высоту ступеней 20 см. Высота подъёма эскалатора — 14,1 м. Чтобы выйти на поверхность в наивысшей точке, нужно подняться на 47 ступеней (стандарт по 12 см).
Строилась открытым способом.
Интерьеры станции «Юбилейная площадь» создают настроение праздника, эмоционального подъёма и торжественности. Этот эффект достигается благодаря использованию контрастных цветов (насыщенный красный и белый) в сочетании с мягким рассеянным светом в конструкции потолка, имеющего отверстия в форме колец разного диаметра. «Кольца света» расположены в вестибюле и над центром платформы, в остальных частях платформенного участка используются встроенные светильники точечного освещения.
На платформе станции установлена скульптура «Солнце», её авторы — скульптор Максим Петруль и архитектор Вячеслав Лопато. Она выполнена из нержавеющей стали, причем с загадкой: это только половина диска, но она так вмонтирована в потолок, что с определенных точек на платформе будет казаться полным солнечным диском.
Станция имеет два подземных вестибюля, связанных с платформой эскалаторами и лестницей.

## Галерея
- Вид на зал станции с лестницы
- Лестница на платформу
- Эскалаторы
- Путь станции
- Автоматические платформенные ворота
- Скульптура «Солнце»
- Подземный переход с траволатором
- Вход в подземный вестибюль
- Турникетный вестибюль

### Расположение и выходы
Станция расположена под улицей Сухая возле её пересечения с улицами Романовская Слобода и Кальварийская, под которой расположена станция «Фрунзенская». Обе станции имеют совмещённые подземные вестибюли с общим подземным переходом с лестничными выходами на перекрёстке. Также имеется лифт.
- Лестничный вход на станцию
- Вход на станцию
- Лестница и лифт

## Пересадки
Переход на станцию «Фрунзенская» через совмещённый вестибюль и пешеходный тоннель.

## Путевое развитие
За платформой станции расположен противошёрстный съезд для оборота составов.